# Burg Wunnenstein
Die Burg Wunnenstein ist eine abgegangene Höhenburg auf dem 394 m hohen Wunnenstein, dem östlichen Teil des Gipfelplateaus nordöstlich von Winzerhausen, einem heutigen Stadtteil von Großbottwar im Landkreis Ludwigsburg in Baden-Württemberg.
Vermutlich wurde die Burg im 13. Jahrhundert von Stammverwandten des Ilsfelder Ortsadels erbaut. Diese nannten sich nun Herren von Wunnenstein, verzweigten sich in mehrere Linien und sind von 1251 bis 1456 in Urkunden fassbar. Bedeutendster Vertreter dieses Niederadelsgeschlechts war der in der 2. Hälfte des 14. Jahrhunderts lebende Wolf von Wunnenstein, bekannt als der »gleißende Wolf«. Die Burg auf dem Wunnenstein, 1317 z. T. den Bischöfen von Würzburg zu Lehen aufgetragen, wurde 1413 zerstört. Der Burgstall gelangte über die von Urbach und von Sachsenheim um 1449 an Württemberg.
Von der ehemaligen Burganlage sind noch Mauerreste erhalten und der Halsgraben sichtbar.